# Peter Joseph Monahan
Peter Joseph Monahan (* 4. Mai 1882 in Saint-Lin–Laurentides, Québec, Kanada; † 6. Mai 1947 in Regina, Saskatchewan) war ein kanadischer Geistlicher und römisch-katholischer Erzbischof von Regina.

## Leben
Peter Joseph Monahan studierte Philosophie und Katholische Theologie am Priesterseminar in Québec. Er empfing am 4. Juli 1909 das Sakrament der Priesterweihe. Anschließend unterrichtete Monahan am Joliette College.
Am 10. Juni 1932 ernannte ihn Papst Pius XI. zum Bischof von Calgary. Der Apostolische Delegat in Kanada, Erzbischof Andrea Cassulo, spendete ihm am 10. August desselben Jahres in North Bay die Bischofsweihe; Mitkonsekratoren waren der Bischof von Sault Sainte Marie, David Joseph Scollard, und der Bischof von London, John Thomas Kidd. Die Amtseinführung erfolgte am 18. August 1932.
Pius XI. ernannte ihn am 26. Juni 1935 zum Erzbischof von Regina. Die Amtseinführung erfolgte am 25. September desselben Jahres.